# Metehan Güçlü
Metehan Güçlü, né le 2 avril 1999 à Montfermeil (France), est un footballeur franco-turc qui joue au poste d'attaquant au FC Villefranche Beaujolais.

## Biographie

### En club
Il commence le football à l'AS Bondy où il signe sa première licence à 9 ans. Il y rencontre Kylian Mbappé en catégorie des moins de 15 ans.

#### Paris Saint-Germain
Metehan Güçlü rejoint le centre de formation du PSG en 2012.
Metehan Güçlü marque son premier but en UEFA Youth League le 12 septembre 2017 en phase de poule lors d'une victoire 3-2 face au Celtic FC puis lors des deux matchs de phase de poule face au RSC Anderlecht et enfin lors de la séance de tirs au but face à l'Ajax Amsterdam. Güçlü est le meilleur buteur de l'équipe réserve du Paris Saint-Germain avec 11 buts en 17 matchs de National 2 lors de la saison 2018-2019. 
L'entraîneur parisien Thomas Tuchel le retient pour le stage hivernal du club à Doha au Qatar.
Il signe son premier contrat professionnel avec le Paris Saint-Germain d'une durée de 3 ans le 21 février 2019. Manchester City et de grosses équipes turques auraient elles aussi montrés leur intérêt pour le joueur.
Lors de la vingt-huitième journée de la saison de Ligue 1 2018-2019, il entre en jeu à la 74e minute de jeu à la place de Layvin Kurzawa face au FC Nantes pour ses premières minutes en professionnel. Dans ce même match il inscrit un but à la 89ème minute de jeu sur une passe décisive de Colin Dagba. Cette participation lui permet d'être sacré champion de France.
Le 30 juillet 2019, il est buteur lors d'une victoire 3-0 face au Sydney FC en match amical d'inter-saison.

#### Stade rennais FC
Le 31 août 2019, il s'engage avec le Stade rennais FC pour quatre ans et contre la somme de 1,5 M€. Quelques jours après sa signature, il se blesse lors d'un entraînement à l’ischio-jambiers. Cette blessure l'éloigne des terrains pendant plusieurs mois. Pour sa première année rennaise, il ne foule pas les pelouses et réalise une saison blanche.

#### En prêt à Valenciennes
Le 9 juillet 2020, en recherche de temps de jeu, il est prêté une saison au Valenciennes FC sans option d'achat.

#### En prêt à Emmen puis transfert définitif
En manque de temps de jeu, Güçlü est prêté jusqu'à la fin de saison 2021-2022 au FC Emmen sans option d'achat. Après son prêt il est transféré définitivement dans le club néerlandais où il signe un contrat d'un an,.

### En sélection
Avec l'équipe de Turquie des moins de 17 ans, il inscrit deux buts lors des éliminatoires du championnat d'Europe 2016, contre l'Angleterre et la Finlande.
Le 18 octobre 2016, il fait ses débuts avec les U18 face à la Roumanie. Il rejoue face à cette même équipe le 20 octobre 2016.
Avec l'équipe de Turquie des moins de 19 ans, il participe au championnat d'Europe des moins de 19 ans en 2018. Lors de cette compétition, il inscrit un but contre l'Angleterre.

## Style de jeu
Metehan Güçlü est décrit par ses formateurs comme un joueur alliant technique, puissance et intelligence de jeu. Son gabarit imposant (1,82m) ne l'empêche pas d'être doté d'un bagage technique impressionnant. Lors d'un match de National 2 avec la réserve du PSG il a couru 11 kilomètres ce qui montre qu'il ne rechigne pas sur les efforts, même défensifs. Il a un style de jeu très similaire au buteur du club parisien Edinson Cavani.

## Vie privée
Son grand frère, Ayhan, est un ancien joueur de football au niveau professionnel à Hacettepe après un passage au centre de formation du FC Lorient et de l'équipe de Turquie en catégories jeunes. Cependant, des pépins physique mettront fin à sa carrière.

## Statistiques
| Saison                | Club                   | Championnat           | Championnat | Championnat | Championnat | Coupe(s) nationale(s) | Coupe(s) nationale(s) | Coupe(s) nationale(s) | Compétition(s) continentale(s) | Compétition(s) continentale(s) | Compétition(s) continentale(s) | Compétition(s) continentale(s) | Total | Total | Total |
| Saison                | Club                   | Division              | M.          | B.          | P.d.        | M.                    | B.                    | P.d.                  | Comp.                          | M.                             | B.                             | P.d.                           | M.    | B.    | P.d.  |
| 2018-2019             | Paris Saint-Germain    | Ligue 1               | 1           | 1           | 0           | 0                     | 0                     | 0                     | C1                             | 0                              | 0                              | 0                              | 1     | 1     | 0     |
| Sous-total            | Sous-total             | Sous-total            | 1           | 1           | 0           | 0                     | 0                     | 0                     | -                              | 0                              | 0                              | 0                              | 1     | 1     | 0     |
| 2019-2020             | Stade rennais FC       | Ligue 1               | 0           | 0           | 0           | 0                     | 0                     | 0                     | C3                             | 0                              | 0                              | 0                              | 0     | 0     | 0     |
| Sous-total            | Sous-total             | Sous-total            | 0           | 0           | 0           | 0                     | 0                     | 0                     | -                              | 0                              | 0                              | 0                              | 0     | 0     | 0     |
| 2020-2021             | Valenciennes FC (prêt) | Ligue 2               | 12          | 0           | 1           | 0                     | 0                     | 0                     | -                              | -                              | -                              | -                              | 12    | 0     | 1     |
| Sous-total            | Sous-total             | Sous-total            | 12          | 0           | 1           | 0                     | 0                     | 0                     | -                              | -                              | -                              | -                              | 12    | 0     | 1     |
| 2021-2022             | FC Emmen (prêt)        | Keuken Kampioen       | 9           | 2           | 0           | 0                     | 0                     | 0                     | -                              | -                              | -                              | -                              | 9     | 2     | 0     |
| 2022-2023             | FC Emmen               | Eredivisie            | 1           | 0           | 0           | 0                     | 0                     | 0                     | -                              | -                              | -                              | -                              | 1     | 0     | 0     |
| Sous-total            | Sous-total             | Sous-total            | 10          | 2           | 0           | 0                     | 0                     | 0                     | -                              | -                              | -                              | -                              | 10    | 2     | 0     |
| 2023-2024             | Roda JC                | Keuken Kampioen       | 17          | 1           | 2           | 1                     | 0                     | 0                     | -                              | -                              | -                              | -                              | 18    | 1     | 2     |
| Total sur la carrière | Total sur la carrière  | Total sur la carrière | 40          | 4           | 3           | 1                     | 0                     | 0                     | -                              | 0                              | 0                              | 0                              | 41    | 4     | 3     |

## Palmarès
Paris Saint-Germain
- Ligue 1
  - Champion : 2019

 FC Emmen
- Keuken Kampioen Divisie
  - Champion : 2022